# Gilke Croket
Gilke Croket née le 1er novembre 1992 à Bornem, est une coureuse cycliste belge, membre de l'équipe Sport Vlaanderen-Etixx.

## Palmarès

### Championnats du monde
- Hong Kong 2017
  - 10e de la poursuite par équipes[1]
- Apeldoorn 2018
  - 12e de la poursuite par équipes[2]

### Coupe du monde
- 2019-2020
  - 2e de la poursuite par équipes à Hong Kong

### Championnats d'Europe
- Anadia 2012
  -  Médaillée d'argent de la poursuite par équipes espoirs

### Championnats nationaux
- Championne de Belgique de vitesse par équipes en 2011
- Championne de Belgique de keirin en 2011
- Championne de Belgique du 500 mètres en 2011
- Championne de Belgique de poursuite par équipes en 2013
- Championne de Belgique du scratch en 2014